# Ecologia de populações
Ecologia de populações trata-se do estudo dos fatores que afetam a abundância, distribuição e composição das populações de organismos vivos ao longo do tempo e do espaço. Uma população, em termos ecológicos, é um grupo de indivíduos da mesma espécie que ocupam uma mesma área geográfica e interagem entre si de forma reprodutiva e ecológica. A ecologia de populações busca compreender os mecanismos que regulam o crescimento, a estabilidade ou o declínio de tais populações, bem como suas interações com o ambiente físico e com outras populações. Adicionalmente, pode-se diferenciar a Ecologia de Populações entre Ecologia de Comunidades, que é outro ramo da ecologia que estuda o conjunto de diferentes populações de espécies que coexistem e interagem em uma mesma área. Ela investiga como essas espécies se influenciam mutuamente e como essas interações afetam a diversidade, composição, estrutura e funcionamento da comunidade como um todo.
Esse ramo da ecologia é essencial para entender processos como o crescimento populacional, a extinção de espécies, a dinâmica de pragas agrícolas, a disseminação de doenças infecciosas, o manejo de recursos naturais e a conservação da biodiversidade. Suas bases conceituais envolvem a modelagem matemática, a observação empírica em campo e em laboratório, e a análise estatística dos dados populacionais.

## Populações

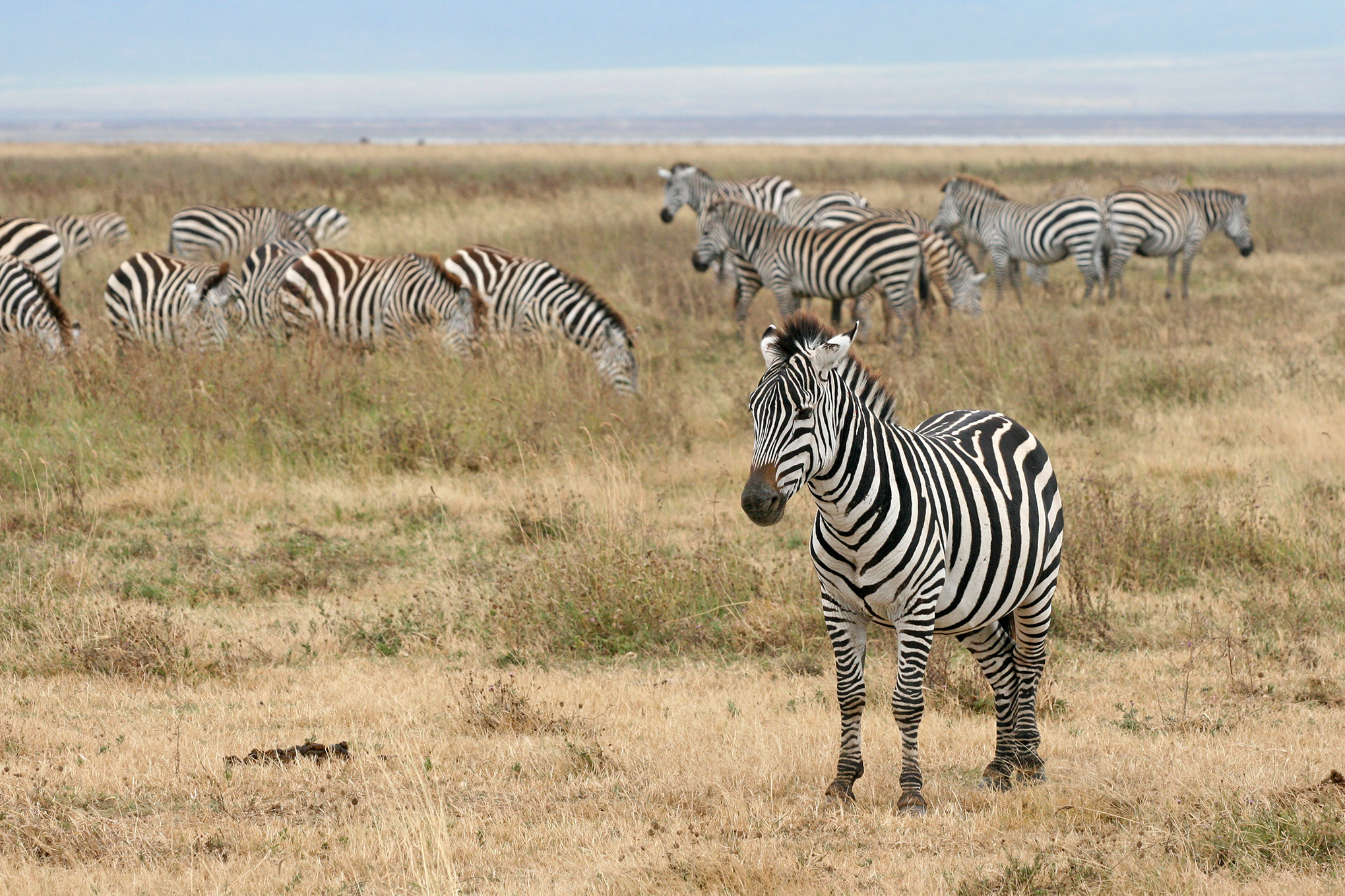
Indivíduo de uma população de Zebras

Populações podem ser definidas como um grupo de indivíduos da mesma espécie que ocupam um determinado espaço ao mesmo tempo, interagindo entre si e sendo capazes de se reproduzir. Como pilares principais do estudo de uma população no caráter ecológico, devem ser avaliados os fatores que envolvem o crescimento, a reprodução e a sobrevivência de tal população. Concomitantemente, avalia-se como interações dentro da própria população e inter-relações com outros organismos afetam esses fatores principais.

### Parâmetros populacionais
- Abundância: refere-se ao número total de indivíduos de uma certa população presentes em uma área.
- Densidade: a densidade populacional é um parâmetro fundamental em ecologia que mede o número de indivíduos de uma população por unidade de área ou de volume. Diferente da abundância, que representa o número total de indivíduos, a densidade contextualiza esse número no espaço que a população ocupa. Este é um parâmetro populacional crucial, pois influencia diretamente a intensidade de interações dependentes da densidade, como a competição intraespecífica por recursos, a disseminação de doenças e a pressão da predação. O aumento da densidade é um dos principais fatores que limitam o crescimento populacional, sendo um conceito central para o modelo de crescimento logístico, no qual a taxa de crescimento populacional diminui à medida que a densidade se aproxima da capacidade de suporte (K) do ambiente.
- Distribuição espacial: refere-se ao padrão de disposição dos indivíduos, podendo ser dividida em 3 padrões básicos:
  - Aleatória - sem padrão específico.
  - Agregada - indivíduos se organizam em grupo.
  - Uniforme - os indivíduos se mantém a uma distância relativamente constante entre si.

- Estrutura etária: a diferença na idade dos indivíduos da população é um fator importante, pois afeta o modo como eles interagem e o seu potencial reprodutivo.
- Razão sexual: a proporção de indivíduos machos e fêmeas influencia diretamente na reprodução.

- Dinâmica populacional: Populações mudam constantemente, aumentando ou diminuindo seu número de indivíduos. Essas mudanças dependem de processos como taxa de natalidade e mortalidade, processos migratórios (imigração e emigração), entre outros. De acordo com essa definição, existem dois modelos matemáticos principais que buscam descrever o crescimento populacional:
  - Modelo exponencial: não considera os limites do ambientes, ou seja, uma população cresce sem restrições ambientais, com recursos ilimitados e sem competição intraespecífica significativa, sendo útil para descrever o crescimento de populações em fases iniciais de colonização de um novo ambiente ou em condições laboratoriais controladas. Neste modelo, o crescimento é proporcional ao tamanho da própria população, levando a um aumento acelerado com o tempo.

{\displaystyle {dN \over dt}=r\times N}
Nessa equação, o N representa o tamanho da população no tempo t, o r a taxa intrínseca de crescimento populacional (natalidade menos mortalidade) e a razão {\textstyle {dN \over dt}} a variação do tamanho da população ao longo do tempo. A fim de projetar o tamanho de uma população, apenas a taxa de crescimento obtida na equação anterior não é suficiente. Para isso, a equação é integrada:
{\displaystyle N_{t}=N_{0}\times e^{rt}}
Nesse caso, {\displaystyle N_{0}} indica o tamanho inicial da população e e a base do logaritmo natural e {\displaystyle e} é constante.
- Modelo logístico: leva em conta a capacidade de suporte do ambiente, podendo ser considerando, de certa forma, como um modelo mais realista. Ele introduz um conceito chamado capacidade de suporte (K) do ambiente, que representa o número máximo de indivíduos que o meio pode sustentar de forma estável. Esse modelo considera que o crescimento populacional diminui à medida que a população se aproxima de K, devido ao aumento da competição por recursos, predadores, doenças, entre outros fatores:

{\displaystyle {dN \over dt}=r\times N{\Bigl (}1-{N \over K}{\Bigr )}}

## Interações Populacionais
Populações interagem, não só entre si, mas também com outras populações, o que pode afetar seus indivíduos positivamente ou negativamente. Os principais exemplos de interações que afetam a dinâmica de crescimento populacional incluem, principalmente, competição, predação, mutualismo e parasitismo.

### Competição em Ecologia de Populações
A competição é uma relação ecológica fundamental que ocorre quando indivíduos ou espécies disputam os mesmos recursos limitados, como alimento, água, território ou luz solar. Essa interação é inerentemente desvantajosa, reduzindo a aptidão (sobrevivência e/ou reprodução) de todos os competidores envolvidos. Como resultado, a competição é um dos principais fatores que regulam o tamanho e a densidade das populações, influenciam sua distribuição espacial e atuam como um motor para a evolução das espécies.
A competição pode ser classificada de acordo com os organismos envolvidos ou pelos mecanismos de interação.

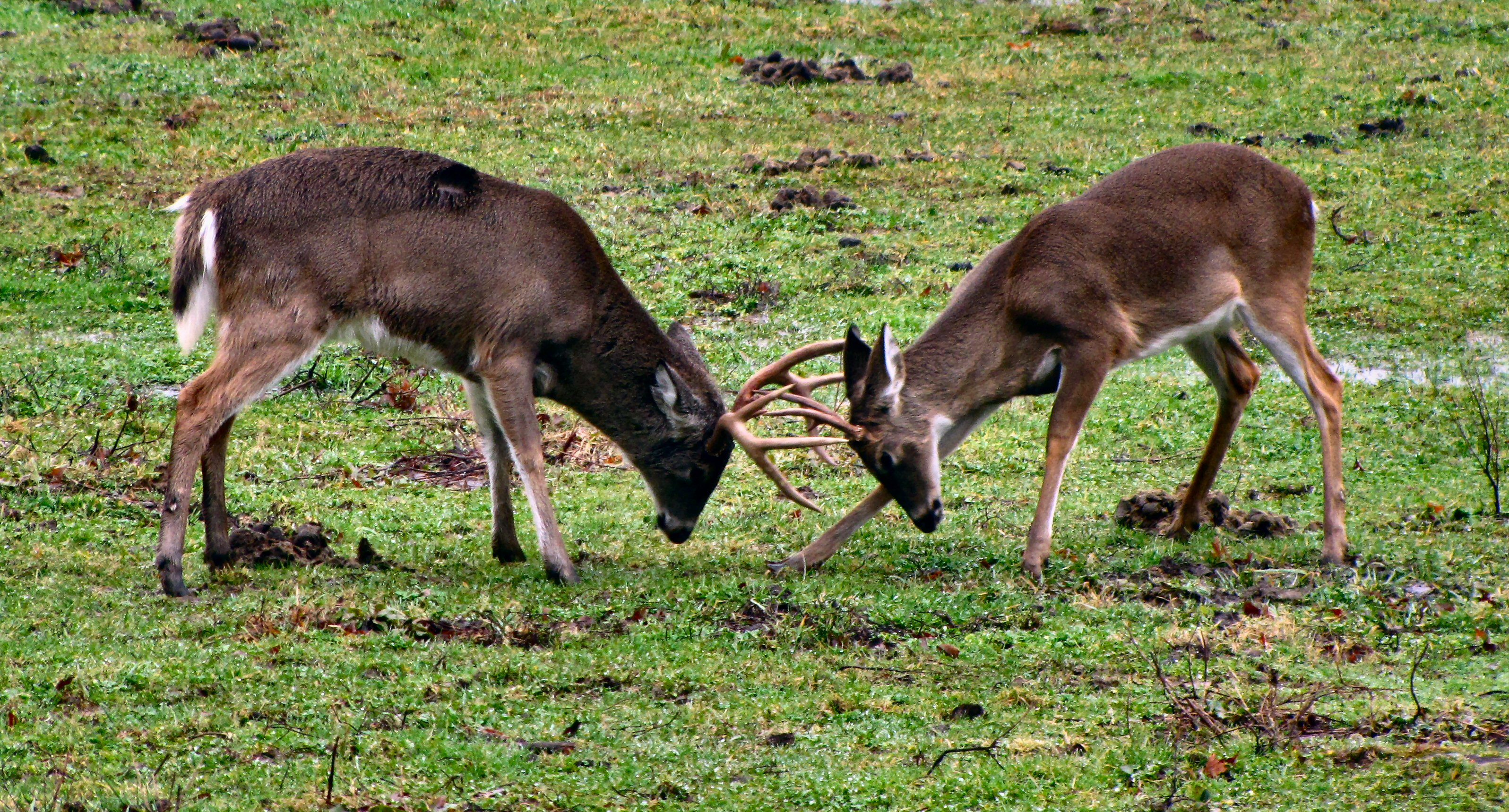
Cervos competindo de forma intraespecífica

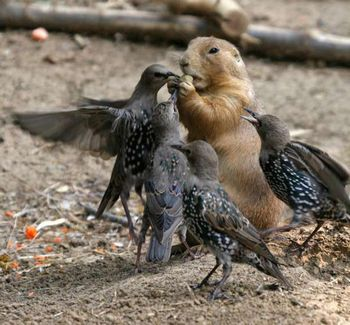
Roedor competindo com aves, competição interespecífica

#### Tipos de Competição por Organismos Envolvidos
- Competição Intraespecífica: ocorre entre indivíduos da mesma espécie. É um fator chave na regulação populacional dependente da densidade, onde a intensidade da competição aumenta conforme a população cresce, limitando seu próprio crescimento.
  - Exemplo em plantas: Em florestas, o adensamento de árvores da mesma espécie, como o cedro (Cedrela fissilis), intensifica a competição por luz, levando ao fenômeno de "auto-desbaste", no qual apenas os indivíduos mais aptos sobrevivem.
  - Exemplo em animais: Cervos machos que disputam territórios ou acesso a fêmeas durante a época de acasalamento estão em competição intraespecífica direta.

- Competição Interespecífica: envolve a disputa por recursos entre indivíduos de espécies diferentes. Esta interação pode moldar a estrutura de comunidades ecológicas inteiras, determinar a distribuição geográfica de uma espécie e impulsionar mudanças evolutivas. Os principais resultados da competição interespecífica são a exclusão competitiva ou a coexistência por meio da diferenciação de nicho[10].

#### Exclusão Competitiva (Princípio de Gause)

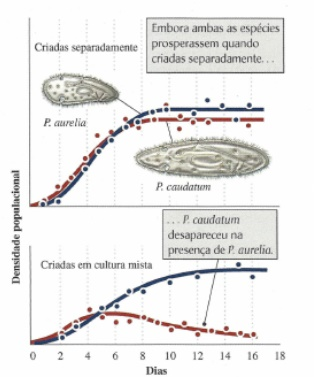
Resultado do experimento de Gause

Este princípio postula que duas espécies com nichos ecológicos muito semelhantes não podem coexistir no mesmo local indefinidamente. A espécie mais eficiente na exploração do recurso limitado tende a eliminar a outra. O experimento clássico de G.F. Gause (1934) com os protozoários Paramecium aurelia e Paramecium caudatum demonstrou que, quando cultivadas juntas, P. aurelia levou P. caudatum à extinção local por ser mais eficiente na obtenção de alimento.
- Coexistência e Partição de Nicho: para evitar a exclusão, muitas espécies desenvolvem adaptações para coexistir, um processo chamado de partição (ou diferenciação) de nicho. Elas podem usar recursos de formas ligeiramente diferentes, como se alimentar em locais, horários ou de presas de tamanhos distintos. Um exemplo clássico é o estudo de Robert MacArthur (1958), que observou diferentes espécies de aves toutinegras se alimentando em partes distintas da mesma árvore, minimizando a sobreposição e a competição direta.

#### Mecanismos de Competição
- Competição por Exploração (Indireta): neste mecanismo, a interação é indireta. Os organismos consomem um recurso compartilhado, tornando-o menos disponível para os outros, sem que haja um confronto físico. Como exemplo, cita-se as raízes de plantas que absorvem água e nutrientes do solo mais rapidamente que suas vizinhas.
- Competição por Interferência (Direta): Este mecanismo envolve interações diretas e agressivas, nas quais um organismo impede ativamente que outro acesse o recurso.
  - Exemplos:
    - Confronto Físico: Leões (Panthera leo) e hienas (Crocuta crocuta) que lutam diretamente por carcaças na savana africana.
    - Defesa de Território: Aves como o beija-flor-de-veste-branca (Amazilia lactea) defendem agressivamente seu território e as flores que contém de outros beija-flores.
    - Alelopatia: Liberação de substâncias químicas que inibem o crescimento de competidores. Árvores de Eucalyptus spp., por exemplo, liberam aleloquímicos no solo que dificultam o desenvolvimento de outras plantas ao redor.

#### Modelos Teóricos: As Equações de Lotka-Volterra
A competição interespecífica pode ser descrita matematicamente pelas equações de Lotka-Volterra:
{\displaystyle {dN_{1} \over dt}=r_{1}N_{1}{\Bigl (}1-{\frac {N_{1}+a_{12}\times N_{2}}{K_{1}}}{\Bigr )}}
{\displaystyle {dN_{2} \over dt}=r_{2}N_{2}{\Bigl (}1-{\frac {N_{2}+a_{21}\times N_{1}}{K_{2}}}{\Bigr )}}
Nessas equações, N é o número de indivíduos, r é a taxa de crescimento intrínseca, K é a capacidade de suporte e α (alfa) é o coeficiente de competição. O coeficiente α12 mede o efeito da espécie 2 sobre o crescimento da espécie 1. Se α12>1, o efeito competitivo de um indivíduo da espécie 2 é maior que o de um indivíduo da própria espécie 1, o que pode levar a uma forte competição e à exclusão. Esses modelos ajudam a prever se duas espécies irão coexistir ou se uma levará à exclusão da outra.

### Predação em Ecologia de Populações

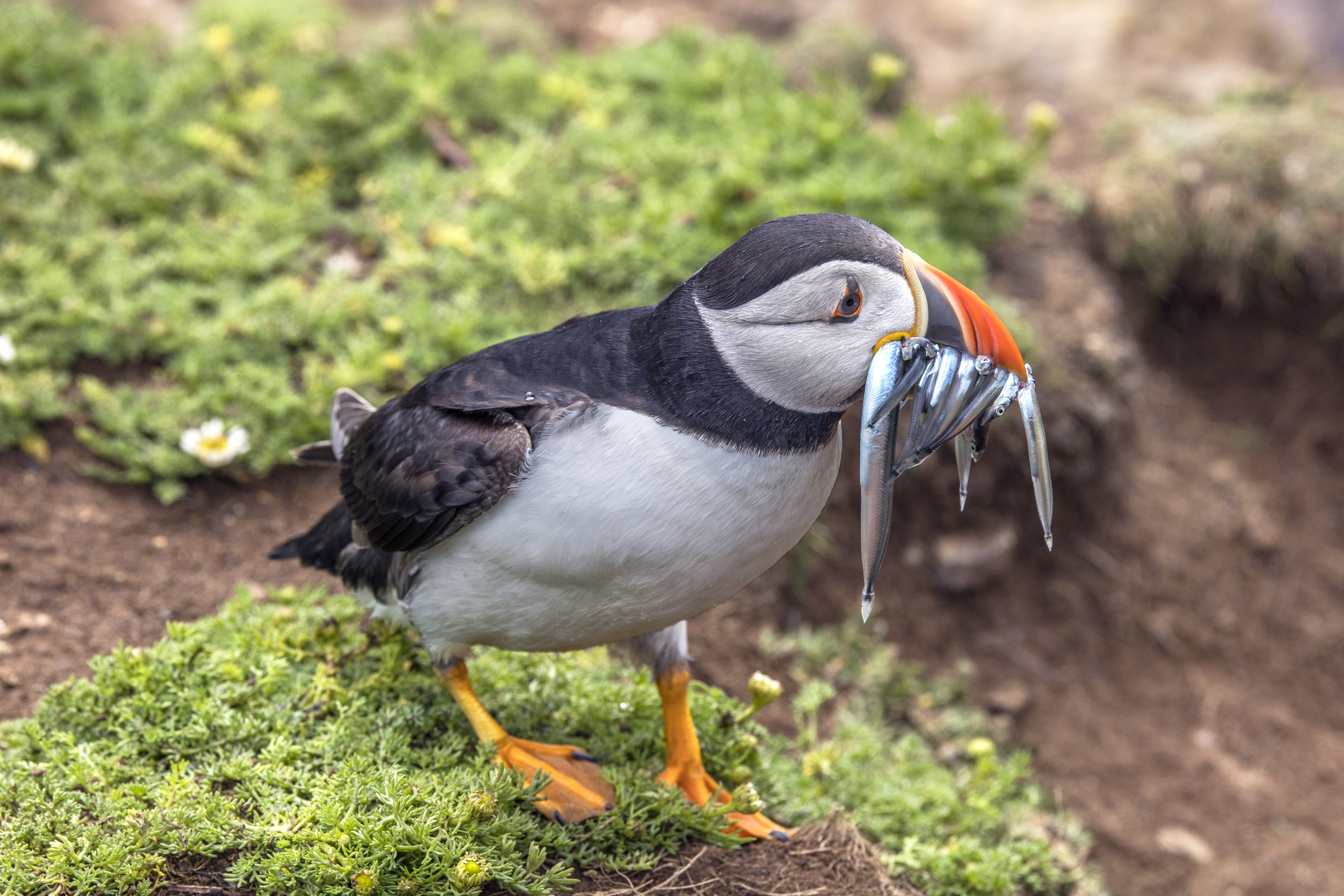
Papagaio-do-mar se alimentando (predando) do peixe Ammodytes tobianus

A predação é uma relação interespecífica em que um organismo, denominado como predador, mata ou consome outro, o qual é denominado como presa, representando um benefício direto para o predador e um prejuízo para a presa. Esse processo funciona como um mecanismo de controle top-down, limitando o potencial de crescimento das presas e prevenindo explorações excessivas de recursos. Modelos como as equações de Lotka-Volterra (previamente apresentada) mostram que taxas realistas de captura podem gerar oscilações cíclicas, com retardos temporais entre os picos de presas e predadores; em certos cenários, a inclusão de capacidade de suporte para as presas ou respostas funcionais dos predadores tende a estabilizar o sistema. Assim, a predação contribui tanto para o equilíbrio populacional quanto para a manutenção da diversidade comunitária, ao impedir que espécies presas dominem o ambiente.

### Mutualismo em Ecologia de Populações

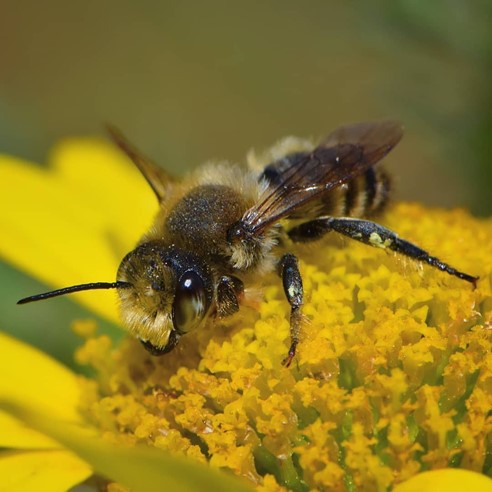
Abelha polinizando uma flor

No mutualismo, ambas as populações são beneficiadas, seja por troca de nutrientes, polinização ou defesa contra inimigos naturais. Esses ganhos podem elevar as taxas de nascimento ou sobrevivência de cada parceiro, levando a crescimentos populacionais acima do que seria possível isoladamente. Entretanto, quando uma população mutualista cresce demais, pode surgir competição intraespecífica ou custos metabólicos que devolvem o sistema a um novo ponto de equilíbrio.

### Parasitismo em Ecologia de Populações
A relação de parasitismo envolve um hospedeiro que é prejudicado por um parasita, usualmente sem morte imediata. Parasitas podem reduzir a fecundidade ou aumentar a mortalidade dos hospedeiros, alterando curvas de sobrevivência e diminuindo densidades populacionais. Ao mesmo tempo, altas densidades de hospedeiros propiciam a rápida expansão do parasita, levando a flutuações de prevalência e possíveis ciclos epidemiológicos. 

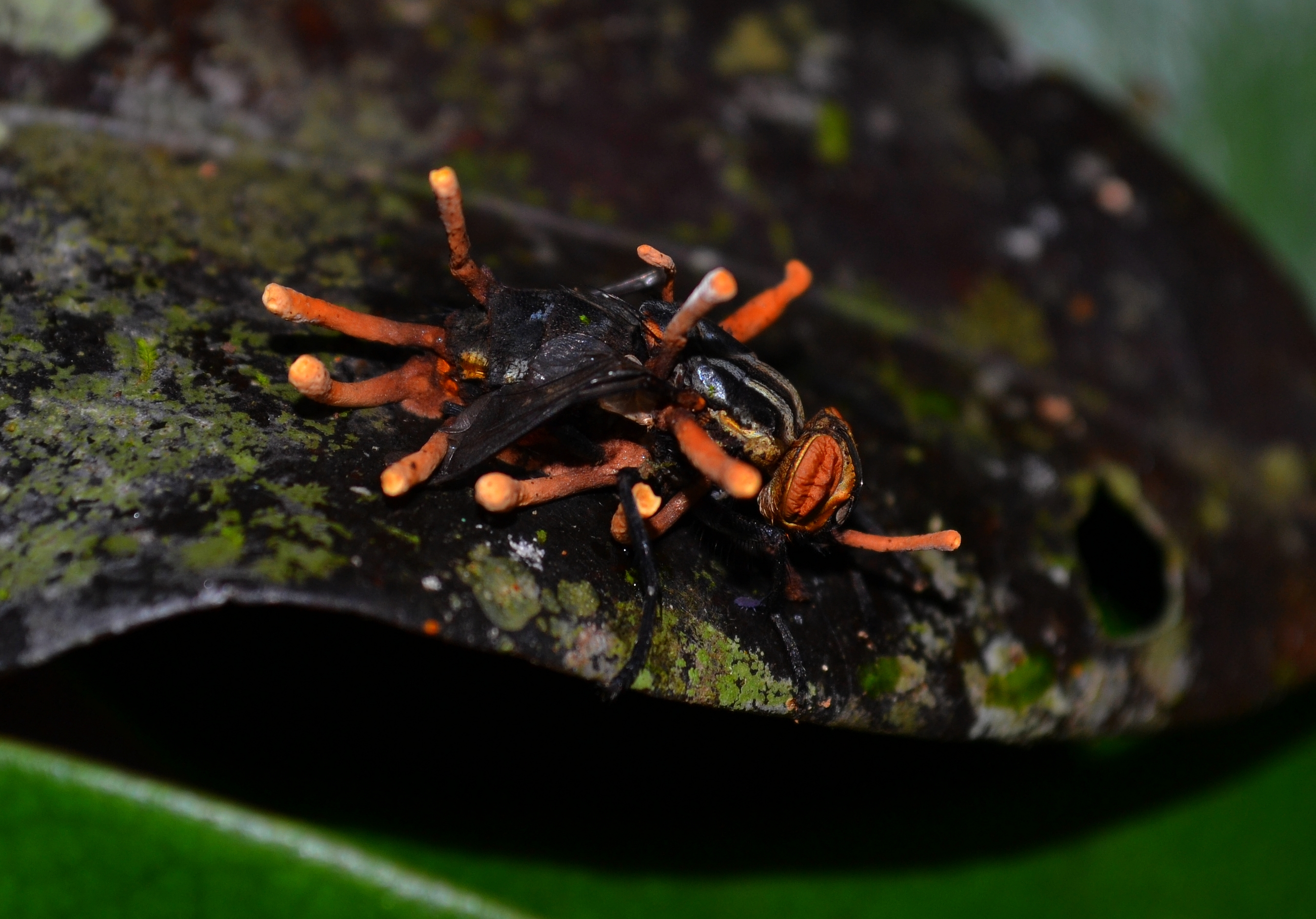
Fungo Cordyceps parasitando uma mosca

## Habitat

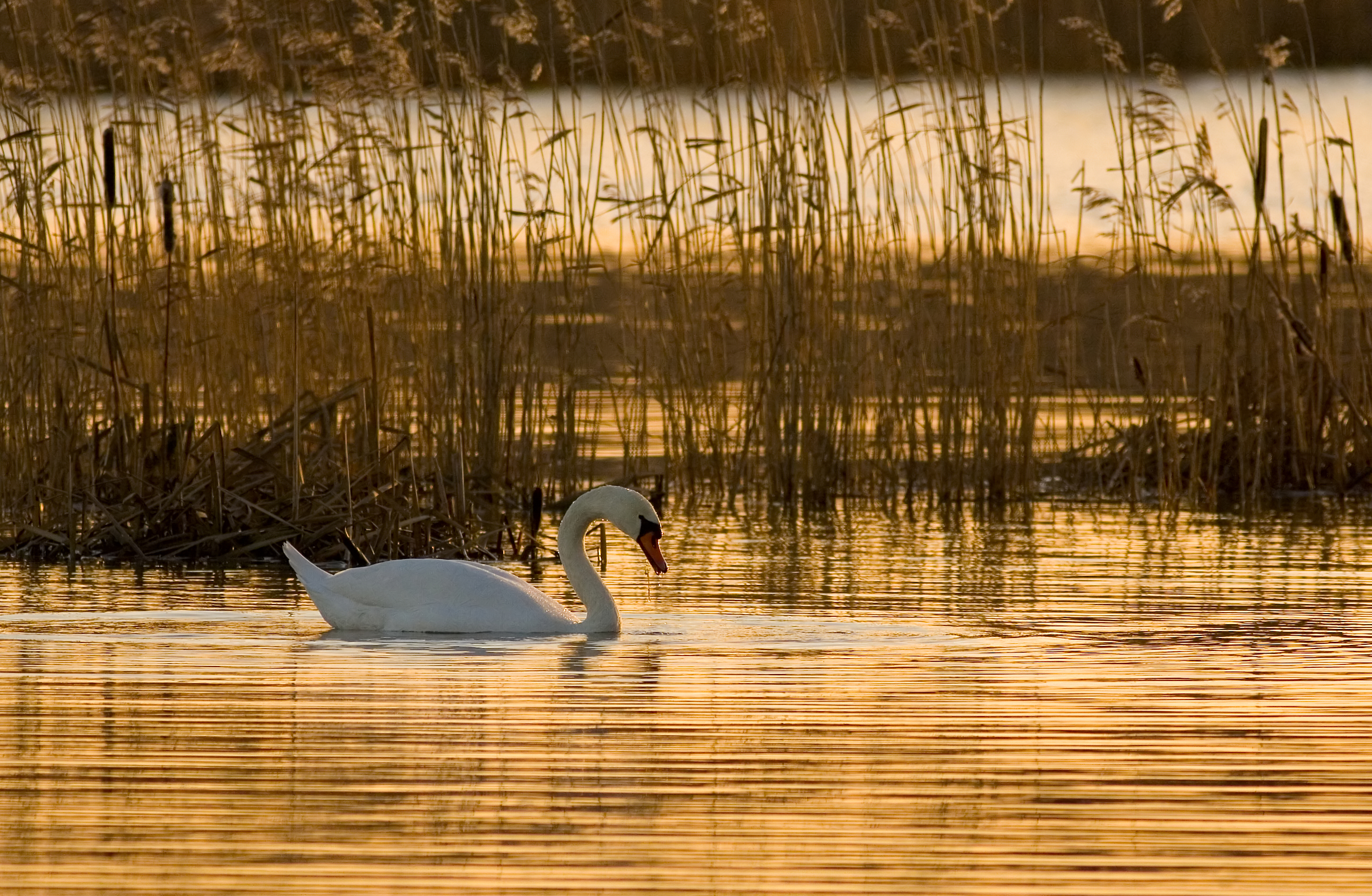
Cisne no seu Habitat Natural

Habitat é definido como conjunto de circunstâncias físicas e geográficas que oferece condições favoráveis à vida e ao desenvolvimento de determinada espécie animal ou vegetal. Esse conceito inclui fatores abióticos, como temperatura, luminosidade e disponibilidade de água, além de aspectos bióticos, como a presença de presas, predadores ou competidores. Como exemplo, um lago ou zonas úmidas podem ser o habitat de anfíbios e pássaros, enquanto uma floresta tropical úmida serve de habitat para mamíferos, aves, insetos e plantas com exigências ecológicas específicas.

Onça-pintada caçando em seu Habitat Natural

Comumente, o conceito de habitat é confundido com o de nicho ecológico, que refere-se ao papel funcional da espécie no ecossistema, incluindo seu modo de vida, dieta e interações ecológicas. Ou seja, enquanto o habitat é “onde” a espécie vive, o nicho é “como” ela vive dentro daquele ambiente. Dessa forma, entende-se que um habitat possa proporcionar diferentes nichos ecológicos. 

## Nicho ecológico
Nicho ecológico define o conjunto de necessidades e dimensões para a manutenção da sobrevivência de um indivíduo. Diferentes necessidades são consideradas, como a temperatura, a umidade relativa do ar, o ciclo de chuvas e o pH de uma lagoa, por exemplo. O nicho de uma espécie deve ser multidimensional. Em uma definição mais técnica, nicho ecológico é um hipervolume n-dimensional, delimitado por um local que favoreça o estabelecimento de uma espécie, a sua reprodução e o seu crescimento. Muitas vezes o conceito de nicho é confundido com a definição de Habitat, e não envolve apenas o local que ele habita, mas como uma população ou uma comunidade interage com ele. Aprofundando um pouco mais na interação das espécies com o seu habitat, pode-se citar a utilização diferencial dos recursos, que sofrem interferência da estação e do clima, fenômeno que  pode alterar a disponibilidade de alimento, já que algumas espécies de planta só produzem frutos em determinadas épocas do ano.

### Nicho fundamental e Nicho efetivo:
Nicho fundamental descreve a potencialidade máxima de uma espécie na ausência de fatores limitadores, como competidores e predadores e na presença de todos os recursos necessários para a sobrevivência de uma espécie. Todos esses fatores considerando o habitat ideal da espécie analisada. Já o conceito de nicho efetivo, também chamado de nicho realizado, é o nicho em que a espécie ocupada considerando a presença de fatores limitantes, ou seja, os fatores reais, como os competidores interespecíficos, a predação e a oferta dos recursos necessários à sobrevivência dessa espécie.